# Manifestacions mundials contra la guerra d'Iraq
Les manifestacions mundials contra la guerra d'Iraq van començar l'any 2002, i continuaren després de la invasió d'Iraq del 2003. Les protestes van tenir lloc en diverses ciutats del món. Després de les manifestacions més multitudinàries, que es van fer el 15 de febrer de 2003, el periodista del New York Times Patrick Tyler va escriure que demostrava que hi havia dues superpotències al món, els Estats Units i l'opinió pública mundial.
Aquestes manifestacions contra la guerra van ser organitzades principalment per un seguit d'organitzacions contràries a la guerra, moltes de les quals s'havien format per oposar-se a la invasió de l'Afganistan. En alguns països àrabs les manifestacions van estar organitzades pel mateix estat. Europa va veure les manifestacions més nombroses inclosa la de Roma amb 3 milions de persones, un rècord mundial. I la de Barcelona que aplegà 1,3 milions de persones (15 de febrer de 2003).
Segons l'acadèmic francès Dominique Reynié, entre el 3 de gener i el 12 d'abril de 2003, 36 milions de persones de tot el món van prendre part en quasi 3000 protestes contra la guerra d'Iraq. La majoria dels estatunidencs creien que aquesta guerra era un error.

## Plataforma Aturem la Guerra
Aturem la Guerra és una plataforma que es forma en una assemblea de persones i entitats el 26 de setembre de 2002 per organitzar les mobilitzacions ciutadanes, tot i que diverses entitats de la societat civil catalana ja s'havien reunit i organitzat actes contra els bombardejos nord-americans contra l'Afganistan sorgits arran dels fets de l'11 de setembre de 2001. Aturem la Guerra va liderar a Catalunya les impressionants mobilitzacions contra la Guerra de l'Iraq durant l'any 2003, i va traslladar a Catalunya, la convocatòria de la primera manifestació mundial de la història el 15 de febrer de 2003 impulsada pel Fòrum Social Mundial.
Aquesta manifestació, que segons algunes fonts va reunir més d'un milió i mig de persones a Barcelona, és la més important que hi ha hagut fins al moment a Catalunya. També són molt destacables les cassolades convocades per la plataforma durant diverses setmanes durant els mesos de febrer i març de 2003.